# Croton patrum
Croton patrum là một loài thực vật có hoa trong họ Đại kích. Loài này được L.B.Sm. & Downs mô tả khoa học đầu tiên năm 1959.